# World Idol
World Idol – międzynarodowy odcinek programu Pop Idol, w którym udział wzięli reprezentanci 11 państw, w których powstały własne wersje formatu. Odcinek finałowy wygrał Kurt Nilsen reprezentujący Norwegię.

## Przebieg konkursu
Koncert finałowy odbył się 25 grudnia 2003 w Londynie, wystąpili w nich zwycięzcy lokalnych wersji Idola. Repertuar finałowy dobrał im Simon Fuller. Program poprowadzili Anthony McPartlin i Declan Donnelly, a muzycznym gościem specjalnym koncertu była Victoria Beckham.
Występy finalistów oceniała międzynarodowa komisja jurorska w składzie: Shona Fraser (Niemcy), Ian „Dicko” Dickson (Australia), Elias Rahbani (Liban]), Zack Werner (Kanada), Henkjan Smits (Holandia), Randall Abrahams (Republika Południowej Afryki), Kuba Wojewódzki (Polska), Simon Cowell (Stany Zjednoczone), Nina De Man (Belgia), Pete Waterman (Wielka Brytania) i Jan Fredrik Karlsen (Norwegia). Zwycięzcę wyłaniali telewidzowie, a wyniki ich głosowania podano do wiadomości publicznej 1 stycznia 2004.
Głosowanie przypominało to znane m.in. z Konkursu Piosenki Eurowizji, tzn. każdy kraj przyznawał noty od 1 do 10 pkt dziesięciu najlepszym uczestnikom (z wyłączeniem reprezentanta własnego państwa). Przed rozpoczęciem ogłaszania wyników każdy uczestnik otrzymał po 12 punktów. Punkty polskiej publiczności przekazał Maciej Rock.

## Uczestnicy
| L.p. | Państwo           | Reprezentant    | Utwór                                     | Oryginalny wykonawca   | Miejsce | Punkty |
| ---- | ----------------- | --------------- | ----------------------------------------- | ---------------------- | ------- | ------ |
| 01   | Niemcy            | Alexander Klaws | „Maniac”                                  | Michael Sembello       | 9/10    | 45     |
| 02   | Australia         | Guy Sebastian   | „What a Wonderful World”                  | Louis Armstrong        | 7       | 56     |
| 03   | Kraje arabskie    | Diana Karazon   | „Ensani ma binsak”                        | tradycyjna piosenka    | 9/10    | 45     |
| 04   | Kanada            | Ryan Malcolm    | „He Ain’t Heavy, He's My Brother”         | The Hollies            | 6       | 62     |
| 05   | Holandia          | Jamai Loman     | „Sorry Seems to Be the Hardest Word”      | Elton John             | 11      | 36     |
| 06   | Południowa Afryka | Heinz Winckler  | „I Don’t Want to Miss a Thing”            | Aerosmith              | 4       | 80     |
| 07   | Polska            | Alicja Janosz   | „I Don’t Know How to Love Him”            | Jesus Christ Superstar | 8       | 55     |
| 08   | Stany Zjednoczone | Kelly Clarkson  | „(You Make Me Feel Like) A Natural Woman” | Aretha Franklin        | 2       | 97     |
| 09   | Belgia            | Peter Evrard    | „Lithium”                                 | Nirvana                | 3       | 83     |
| 10   | Wielka Brytania   | Will Young      | „Light My Fire”                           | The Doors              | 5       | 72     |
| 11   | Norwegia          | Kurt Nilsen     | „Beautiful Day”                           | U2                     | 1       | 106    |

### Tablica wyników
| Jurorzy \ Uczestnicy | Niemcy | Australia | Liga Państw Arabskich | Kanada | Holandia | Południowa Afryka | Polska | Stany Zjednoczone | Belgia | Wielka Brytania | Norwegia |
| -------------------- | ------ | --------- | --------------------- | ------ | -------- | ----------------- | ------ | ----------------- | ------ | --------------- | -------- |
| Niemcy               | 12     | 2         | 6                     | 3      | 1        | 7                 | 8      | 9                 | 4      | 5               | 10       |
| Australia            | 1      | 12        | 4                     | 5      | 2        | 8                 | 3      | 9                 | 7      | 6               | 10       |
| Kraje arabskie       | 10     | 2         | 12                    | 9      | 1        | 8                 | 7      | 5                 | 6      | 3               | 4        |
| Kanada               | 1      | 6         | 5                     | 12     | 2        | 7                 | 3      | 9                 | 8      | 4               | 10       |
| Holandia             | 4      | 6         | 1                     | 5      | 12       | 2                 | 3      | 9                 | 7      | 8               | 10       |
| Południowa Afryka    | 2      | 5         | 1                     | 7      | 4        | 12                | 3      | 8                 | 6      | 9               | 10       |
| Polska               | 4      | 5         | 1                     | 2      | 3        | 6                 | 12     | 8                 | 9      | 7               | 10       |
| Stany Zjednoczone    | 1      | 6         | 8                     | 4      | 2        | 9                 | 3      | 12                | 7      | 5               | 10       |
| Belgia               | 7      | 3         | 1                     | 2      | 4        | 8                 | 5      | 9                 | 12     | 6               | 10       |
| Wielka Brytania      | 2      | 6         | 4                     | 5      | 1        | 7                 | 3      | 9                 | 8      | 12              | 10       |
| Norwegia             | 1      | 3         | 2                     | 8      | 4        | 6                 | 5      | 10                | 9      | 7               | 12       |

## Oglądalność
Program w Polsce obejrzało 4 801 251 widzów.